# Нижнеенисейская возвышенность
Нижнеенисе́йская возвышенность — возвышенность на территории Красноярского края и Ямало-Ненецкого автономного округа.

## География
Проходит с севера на юг на северо-востоке Западно-Сибирской равнины. Начинается на Гыданском полуострове от Гыданской гряды и проходит между реками Таз и Енисей до Туруханской низменности и Сибирских Увалов.
Несколько раз пересекается рекой Турухан. Также на возвышенности расположен исток Мессояхи и множество мелких рек и озёр: Ладукето, Маковское и другие.
Пролегает сразу в трёх природных зонах: тундре, лесотундре и тайге. Отличается относительным разнообразием рельефа: здесь есть заболоченные равнины, холмы и речные долины, на которых произрастают лиственнично-еловые разрежённые леса. Северные тундровые области покрыты зарослями кустарников и лишайниками. На территории всей возвышенности в толще рельефа пролегает слой многолетней мерзлоты.
Наивысшая точка — безымянная гора в центральной части высотой 194 метра.